# Повернення посмішки
«Повернення посмішки» — радянський чорно-білий художній фільм 1967 року, знятий режисерами Лейлою Горделадзе і Наною Мчедлідзе на кіностудії «Грузія-фільм».

## Сюжет
Фільм складається з двох новел: «Косовиця» та «Хтось спізнюється на автобус».
«Косовиця». Фільм про будні мешканців села. Жінка радить чоловікові, стомленому денною роботою, продавати вино, розбавляючи його водою. Проте Бідзіна не погоджується. Для нього це питання честі.
«Хтось спізнюється на автобус». Олена, яка працює лікарем у селі, вирішує провести свій вихідний день у Тбілісі у матері та сестри. Приїхавши до міста, вона хоче зустрітися із Сулханом, другом її дитинства. Олена давно закохана в нього, але від усіх приховує це. Сулхана у місті не виявилося, він кудись поїхав зі своєю новою подругою. Ніщо не здатне вгамувати душевний біль, який відчуває Олена. Неділя закінчується, Олена повертається до села.

## У ролях
- Зураб Капіанідзе — Бідзіна ((дублював Юрій Пузирьов), «Косовиця»)
- Софіко Чіаурелі — Елене ((дублювала Ніна Меньшикова), «Хтось спізнюється на автобус»)
- Ілля Бакакурі — Дато ((дублював В. Сез), «Косовиця»)
- Мераб Гегечкорі — епізод («Хтось спізнюється на автобус»)
- Жужуна Дугладзе — вчителька («Хтось спізнюється на автобус»)
- Бухуті Закаріадзе — епізод («Хтось спізнюється на автобус»)
- Гія Кобахідзе — епізод («Хтось спізнюється на автобус»)
- Еросі Манджгаладзе — епізод («Хтось спізнюється на автобус»)
- Нуну Мачаваріані — епізод («Хтось спізнюється на автобус»)
- Карло Саканделідзе — епізод («Хтось спізнюється на автобус»)
- Лалі Хабазішвілі — Назо («Косовиця»)
- Іпполіт Хвічія — Арчіл («Хтось спізнюється на автобус»)
- Ніно Хомасурідзе — епізод («Хтось спізнюється на автобус»)
- Медея Чахава — Магда ((дублювала Олександра Харитонова), «Косовиця»)
- Олена Чохелі — Ніно («Хтось спізнюється на автобус»)
- Ламзіра Чхеїдзе — епізод («Хтось спізнюється на автобус»)
- Читолія Чхеїдзе — епізод («Хтось спізнюється на автобус»)
- Шио Цхакая — епізод

## Знімальна група
- Режисери — Лейла Горделадзе, Нана Мчедлідзе
- Сценаристи — Лейла Горделадзе, Реваз Інанішвілі, Нана Мчедлідзе
- Оператор — Юрій Кікабідзе, Леван Намгалашвілі
- Композитори — Яків Бобохідзе, Вахтанг Кухіанідзе